# 랜디스도넛
랜디스도넛(영어: Randy's Donuts)은 미국의 도넛 가게로, 캘리포니아주 잉글우드에 있다. 가게 외관은 많은 영화나 드라마에 등장하였다. 필리핀에 1개 지점, 대한민국에 5개 지점도 운영하고 있다.